# لانسستون الیوت
لانسستون الیوت (انگلیسی: Launceston Elliot؛ ۹ ژوئن ۱۸۷۴ – ۸ اوت ۱۹۳۰) یک وزنه‌بردار، اهل بریتانیا بود.
از افتخارات وی میتوان به کسب مدال طلا لیفت یک دست و مدال نقره لیفت دو دست وزنه‌برداری در بازی‌های المپیک تابستانی ۱۸۹۶ اشاره کرد.